# VinFast VF 6
VinFast VF 6 là dòng ô tô điện phân khúc B được phát triển và giới thiệu năm 2022, phân phối ra thị trường năm 2023 bởi VinFast. Cuối tháng 9, VinFast chính thức giới thiệu bản thương mại của VF 6 với giá niêm yết 675 triệu cho bản Eco pin thuê; giá mua pin và giá chênh cho bản Plus đều là +90 triệu, có dải đèn LED tạo hình cánh chim đặc trưng của VinFast, với 5 lựa chọn màu ngoại thất và 2 màu nội thất. VF 6 cũng áp dụng bảo hành chính hãng 7 năm hoặc 160.000 km (tùy theo điều kiện nào đến trước); chính sách hỗ trợ đặc biệt cho các sự cố phát sinh do lỗi của nhà sản xuất, gây bất tiện cho người dùng; hay cam kết giá mua lại ô tô điện đã qua sử dụng sau 5 năm.

## Tên gọi
Tên gọi VinFast đã được Vingroup đăng ký bản quyền tại Cục Sở hữu trí tuệ (Việt Nam) với các ý nghĩa được giải thích như sau:
- VinFast viết tắt của các từ:[4]
  - Việt Nam
  - Phong cách (chữ F đại diện âm Ph)
  - An toàn
  - Sáng tạo
  - Tiên phong

## Cấu hình các phiên bản
VinFast VF 6 năm 2022 gồm có 2 phiên bản Eco và Plus.
| Tính năng                 | VF 6 Eco                    | VF 6Plus                    |
| ------------------------- | --------------------------- | --------------------------- |
| Chiều dài cơ sở           | 107,5 inch (2.730 mm)       | 107,5 inch (2.730 mm)       |
| Dài                       | 166,9 inch (4.240 mm)       | 166,9 inch (4.240 mm)       |
| Rộng                      | 71,7 inch (1.820 mm)        | 71,7 inch (1.820 mm)        |
| Cao                       | 62,8 inch (1.600 mm)        | 62,8 inch (1.600 mm)        |
| Pin                       | 59,6 kWh                    | 59,6 kWh                    |
| Quãng đường WLTP          | 248 dặm (399 km)            | 237 dặm (381 km)            |
| Công suất động cơ         | 130 kilôwatt (170 hp)       | 150 kilôwatt (200 hp)       |
| Moment xoắn               | 250 newtơn mét (180 lbf⋅ft) | 310 newtơn mét (230 lbf⋅ft) |
| Dẫn động                  | Cầu trước                   | Cầu trước                   |
| La zang                   | 17 inch (430 mm)            | 19 inch (480 mm)            |
| Màn hình giải trí cảm ứng | 12,9 inch (330 mm)          | 12,9 inch (330 mm)          |